# Nowy cmentarz żydowski w Koźminie Wielkopolskim
Nowy cmentarz żydowski w Koźminie Wielkopolskim – cmentarz żydowski założony w Koźminie Wielkopolskim w końcu XVIII wieku, na gruntach podarowanych specjalnie na ten cel przez ówczesnego właściciela Koźmina – Kazimierza Nestora Sapiehę. Ma powierzchnię 0,53 ha. Znajduje się przy ul. Wierzbowej.
Nekropolia jest jednym z największych i najlepiej zachowanych cmentarzy żydowskich Wielkopolski.

## Historia
Według rabina Arona Heppnera, najstarsza znana macewa na cmentarzu pochodziła z 1801 roku, nie zachowała się ona jednak do dzisiaj. Gdy w 1868 roku zlikwidowano stary cmentarz żydowski, ekshumowano z niego szczątki i przeniesiono je do zbiorowej mogiły na nowym cmentarzu.
Podczas II wojny światowej część cmentarza została zdewastowana przez członków Hitlerjugend. Prawdopodobnie także w okresie powojennym rozgrabiona została część ocalałych macew. Ostatni pochówek miał miejsce w 1969 roku – pochowano wówczas Nathana Mośkiewicza.
W 1990 roku rozpoczęto prace porządkowe na cmentarzu, ze wsparciem Towarzystwa Opieki nad Cmentarzami i Zabytkami Kultury Żydowskiej naprawiono część przewróconych nagrobków, cmentarz został także częściowo ogrodzony.
Do naszych czasów zachowało się około dwustu pięćdziesięciu nagrobków. Najstarsza macewa pochodzi z 1803 roku i należy do Esther, żony Eljahu, córki Josepha z Jutrosina. Inskrypcje na najstarszych nagrobkach są w języku hebrajskim, na młodszych zaś niemieckie lub mieszane hebrajsko-niemieckie.